# Le Prophète
Le Prophète (El profeta) és una òpera en cinc actes de Giacomo Meyerbeer, sobre llibret francès d'Eugène Scribe i Émile Deschamps basat en l'Essai sur les mœurs et l'esprit des nations (1756) de Voltaire. La trama es basa en la vida de Joan de Leiden, líder protestant dels anabaptistes i autoproclamat "Rei de Sió". L'acció té lloc al segle xvi a Dordrecht, Holanda, i a Münster, Alemanya.

## Origen i context
Després del triomf rotund de Les Huguenots, Meyerbeer i el seu llibretista Scribe van decidir el 1838 treballar plegats de nou. L'1 d'agost es va signar un contracte per a compondre l'òpera L'Africaine, desafortunadament, Cornélie Falcon, per a qui estava destinat el paper, va perdre la veu durant una representació de Stradella de Louis Niedermeyer el 6 de març de 1837. Tot esperant que la famosa cantant recuperés la seva veu (fet que mai passarà), Meyerbeer i Scribe van signar un segon contracte el 2 d'agost pel qual el llibretista es comprometia a proporcionar un text titulat Le Prophète.

## Representacions
Le Prophète va ser estrenada a l'Òpera de París, a la sala Le Peletier (rebatejat Théâtre de la Nation després de la revolució de 1848) el 16 d'abril de 1849, amb la presència entre d'altres de Chopin, Verdi, Théophile Gautier, Delacroix, Berlioz i Turguénev El repartiment de l'estrena va comptar amb Anaïs Castellan com a Berthe, Pauline Viardot com a Fidés, Gustave-Hippolyte Roger com a Jean i Nicolas-Prosper Levasseur com a Zacharie.
La segona ciutat on va ser estrenada fou en anglès al Covent Garden de Londres, el 24 de juliol del mateix any. A l'any següent en alemany a Hamburg, així com a Viena, Lisboa, Anvers, Nova Orleans, Budapest, Brussel·les, Praga i Basilea. A Barcelona, al Liceu, el 31 de gener de 1863. A tot arreu fou un gran èxit que portà a Meyerbeer a la glòria.
El compositor va ser el primer alemany nomenat Comandant de la Legió d'Honor. Va recullir la considerable suma de 44.000 francs (uns 243.500 €) en drets d'autor per la publicació de la partitura. La representació centenària va tenir lloc després de 27 mesos, la tricentenària 273 mesos després, el 15 de gener de 1872. L'obra es va reposar el 1876 al Palau Garnier i fins a l'any 1912 va tenir 573 actuacions. Al segle xx, les interpretacions del paper de Fidès per Marilyn Horne han sigut memorables.

## Argument

### Sumari
L'argument es desenvolupa amb el rerefons de les guerres de religió del segle xvi a Alemanya. Jean de Leyde (basat en el personatge històric de Joan de Leiden), l'estimada del qual, Berthe, és cobejada pel comte Oberthal, governant de Dordrecht, és persuadit per un trio de sinistres anabaptistes d'autoproclamar-se rei a Münster. Mor, acompanyat per la seua fidel mare, Fidès, quan els anabaptistes l'abandonen i el seu palau és destruït.

### Obertura
Originàriament, Meyerbeer va compondre'n una llarga obertura, però durant els assajos, i degut a l'escessiva durada de l'obra, va ser tallada junt amb altres fragments de l'òpera. De l'obertura original només ha restat l'arranjament que per a piano sol o duo de pianos va fer Meyerbeer sota comanda de Charles-Valentin Alkan.

### Acte I
Davant del castell d'Oberthal, Berthe explica a Fidès que necessita el permís del comte per casar-se amb Jean. Els anabaptistes entren cantant el seu misteriós coral, Ad nos ad salutarem, (amb una melodia creada per Meyerbeer) i atreuen l'interès dels pagesos locals vers les seues revolucionàries idees. Oberthal rebutja la demanda de Berthe (presumiblement amb el dret de cuixa al cap) i arresta tant a Jean com a Berthe.

### Acte II
Posada de Jean a Leiden. Apareixen els anabaptistes i intenten persuadir Jean que ell és el líder que els ha estat destinat. Irromp Berthe, fugint d'Oberthal; arriba després el comte i amenaça en assassinar la mare de Jean, Fidès, si Berthe no torna amb ell. Desesperat, Jean lliura Berthe al comte i sucumbeix a les insinuacions dels anabaptistes.

### Acte III
El campament dels anabaptistes. La primera escena inclou un interludi amb una escena de patinatge sobre el llac glaçat, que aviat esdevingué la peça favorita de l'òpera. (Aparentment Meyerbeer va ser persuadit d'incloure aquesta escena quan el patinatge sobre rodes s'estava fent molt popular a París). Els anabaptistes decideixen assetjar Münster; però llur decisió arriba a les oïdes d'Oberthal, que ha penetrat disfressat al campament. En ser detectat, el comte és arrestat; però quan informa a Jean que ha vist Berthe a Münster, Jean cancel·la l'ordre de la seua execució. Jean, en el seu paper de profeta i líder, inspira les tropes anabaptistes amb una visió delestial de llur imminent triomf.

### Acte IV
Münster. Jean ha conquerit la ciutat, i els habitants es mostren desesperats amb la nova situació. Berthe reconeix Fidès, la qual creu que Jean ha mort, pidolant pel carrer. Berthe decideix assassinar l'inic profeta. La coronació de Jean és precedida d'una magnífica marxa. Fidès decideix ajudar Berthe amb el seu pla, però en l'últim moment reconeix el seu fill. No obstant això, Jean nega ser el seu fill i l'obliga a retractar-se del que ha dit.

### Acte V
Palau de Jean a Münster. El trio d'anabaptistes decideix lliurar Jean a l'exèrcit del Sacre Imperi Romanogermànic a canvi de la seua impunitat. Fidès encoratja Jean a reconèixer-ne els pecats i a ella com a mare i a penedir-se'n. Arriba Berthe i quan s'adona que Jean és el profeta, se suïcida. Jean i Fidès decideixen acabar amb tot, fent esclatar el palau amb un explosiu i morint llavors.

## Influència
Tant la música com els elements dramàtics de Le Prophète van influir, entre d'altres, en Franz Liszt (el seu monumental conjunt de variacions per a orgue sobre el coral dels anabaptistes Ad Nos ad Salutarem Dei), en Giuseppe Verdi (Il trovatore), i en el catastròfic final de Götterdämmerung de Richard Wagner. El gran èxit de Le Prophète en la seua estrena parisenca va provocar l'atac anti-jueu de Wagner contra Meyerbeer amb el pamflet Das Judenthum in der Musik.

## Discografia
- Renata Scotto, Marilyn Horne, McCracken, Hines; Lewis, cica 1976 (Sony).